# The Ozporns
The Ozporns ist eine Porno-Parodie auf die US-amerikanische MTV-Reality-Serie The Osbournes.

## Handlung
Der Film zeigt das Familienleben der Ozporns. Familien-Oberhaupt Izzy (Barry Wood) hat Sex mit der Haushälterin Sarah (Sindee Coxx), Tochter Fiona (Tawny Roberts) vergnügt sich mit zwei lesbischen Freundinnen vom College. Sohn John (Cheyne Collins) dreht Pornovideos im Wohnzimmer.

## Produktion
Das Filmstudio VCA mietete ein Luxushaus in Malibu mit Blick auf den Ozean für die dreitägige Produktion.

## Auszeichnungen
2003: AVN Award Best Non-Sex Performance – Film or Video (Tina Tyler)

## Nachfolger
Im Jahr 2003 erschien der Nachfolgefilm The Ozporns Go to Hell mit den Darstellern Tawny Roberts, Nikita Denise, Sindee Coxx, Rachel Rotten, Rob Rotten, Tina Tyler, Baz, Cheyne Collins, Cameron Cain, Jessica Drake, Angel Long, Rick Roberts, Barrett Blade und Eric Masterson. Non-Sex Rollen: F.J. Lincoln, Dirty Harry, James Dalton Beach, J. Sayter, F.G. James.